# Страх и отчаяние в Третьей империи
Страх и отчаяние в Третьей империи (нем. Furcht und Elend des III Reiches) — пьеса немецкого поэта и драматурга Бертольта Брехта, написанная в 1934—1938 годах в эмиграции в Дании.

## История создания
Сцены, объединённые позже общим названием «Страх и отчаяние в Третьей империи», Брехт писал, по его собственному свидетельству, на основе свидетельств очевидцев и газетных сообщений. Не связанные общим сюжетом, разрозненные сцены были призваны, по словам Эрнста Шумахера, показать, как фашизм проникает во все сферы жизни нацистской Германии, «как разрушает семью, как с ног на голову ставит традиционные нормы морали, как превращает правосудие в фарс».
Ещё до публикации, 21 мая 1938 года, в Париже состоялась премьера избранных сцен под названием «99%». В спектакль, поставленный Златаном Дудовым и самим автором и сыгранный немецкими актёрами-эмигрантами, вошла, в частности, сцена «Жена-еврейка», главную роль в которой исполняла Елена Вайгель. Вальтер Беньямин в «Нойе вельтбюне» по этому поводу писал, что Вайгель продемонстрировала высокий европейский класс исполнительского искусства, подтвердив таким образом «авторитет брехтовской школы актёрской игры».
Первые сцены пьесы были опубликованы летом 1938 года в Москве, в немецкоязычном журнале «Дас ворт» (Das Wort); в том же году пьеса была издана в Праге, но весь тираж пропал в результате оккупации Чехословакии. В это первое издание входило 27 сцен, во все последующие — только 24: три сцены: «Выборы», «Новое платье» и «Что помогает против газа?» — Брехт удалил, ещё одну, «Интернационал», впоследствии заменил сходной по теме сценой «Болотные солдаты». В Германии пьеса была опубликована только в 1948 году (нем. Aufbau-Verlag).
На русский язык в 1941 году были переведены 14 сцен, тогда же они вышли отдельным изданием. Полностью пьеса впервые была опубликована в 1956 году в однотомнике пьес Брехта, выпущенном издательством «Искусство».

## Сценическая судьба
Накануне и во время Второй мировой войны в странах антигитлеровской коалиции и в нейтральных государствах исполнялись отдельные сцены из пьесы; так, 12 мая 1939 года в Лондоне состоялась премьера нескольких сцен в постановке Генриха Фишера. В июне 1945 года в Нью-Йорке, а затем и в Сан-Франциско под названием «Частная жизнь расы господ» было представлено 17 сцен.
В Германии пьеса впервые была поставлена в 1948 году Вольфгангом Лангхофом на сцене Немецкого театра; в композицию было включено семь сцен. Главный редактор журнала «Театр дер цайт» приветствовал эту постановку как сценическое преодоление «ложной теории эпического театра». В театре Брехта, «Берлинер ансамбль», пьеса впервые была поставлена уже после смерти драматурга, в феврале 1957 года. Композиция включала десять сцен, поставленных учениками Брехта — Карлом М. Вебером, Лотаром Беллагом, Конрадом Свинарским, Петером Паличем и Кете Рюлике. В этом спектакле стихотворный пролог и эпиграфы к сценам звучали в звукозаписи в исполнении Елены Вайгель через динамики; на расположенный на заднике экран в проецировались фотодокументы, кинокадры из документальных фильмов, в том числе заседание нацистского Народного
трибунала, речь Гитлера к молодежи. Спектакль имел исключительный успех и не сходил со сцены на протяжении многих лет.

### Известные постановки
- 1938 — Салль д’Йена, Париж, под названием «99 %» (избранные сцены). Постановка Бертольта Брехта и Златана Дудова. Художник Хайнц Ломар; композитор Пауль Дессау. Роли исполняли: Елена Вайгель, Штефи Спира, Гюнтер Рушин, Ганс Альтман, Фридель Феррари, Эрих Шёнланк. Премьера состоялась 21 мая[3].
- 1948 — Немецкий театр. Постановка Вольфганга Лангхофа. Художник Вернер Цинзер; композитор Борис Блахер. Роли исполняли: Эми Бессель — женщина-работница в «Плебисците» и жена-еврейка; Вернер Хинц — её муж, рабочий в «Меловом кресте» и учитель в «Шпионе»; Герхард Бинерт — штурмовик в «Меловом кресте», Ангелика Хурвиц — жена в «Шпионе»; Кате Кюль — читала стихотворный пролог и эпиграфы к сценам. Премьера состоялась 30 января[1]
- 1956 — Театр Комедии, Лион. Постановка Роже Планшона. Премьера состоялась 7 апреля
- 1957 — «Берлинер ансамбль». Постановка Карла М. Вебера, Лотар Беллага, Конрада Свинарского, Петера Палича и Кете Рюлике. Роли исполняли: Елена Вайгель — жена-еврейка и женщина-работница в «Плебисците», Норберт Кристиан — рабочий в «Меловом кресте» и прокурор в «Правосудии», Мартин Флерхингер — следователь в «Правосудии» и учитель в «Шпионе», Ганс Хамахер — офицер-эсэсовец в «Народном единстве» и судья в «Правосудии», Агнес Крауз — жена в «Работодателях». Премьера состоялась 8 февраля[1]
- 1957 — Театр «Пти Мариньи», Париж. Постановка Жака Руссильона
- 1960 — Государственный еврейский театр, Варшава. Постановка Конрада Свинарского. Роли исполняли: Мариан Мельман, Самуил Реттиг, Рут и Ида Каминские. Премьера состоялась 16 июля[1]
- 2010 — «Берлинер ансамбль». Постановка и оформление Манфреда Карге

#### В СССР
- В 1941 году по мотивам пьесы Всеволод Пудовкин и Юрий Тарич сняли фильм «Убийцы выходят на дорогу», который был запрещен к показу по идеологическим соображения
- 1965 — «Страх и отчаяние в Третьей империи» — Ленинградское телевидение
- 1985 ТЮЗ Латвийской ССР. Режиссер Адольф Шапиро. Выпускной курс Адольфа Шапиро.

#### В Российской Федерации
- 2017 — «Страх Любовь Отчаяние», Малый драматический театр — Театр Европы (Санкт-Петербург), режиссер Лев Додин[5].

- 2 сентября 2022 — труппа «Театр переходного периода», режиссёр Всеволод Лисовский, дала в Москве уличный спектакль, который был прерван полицией. Режиссер, участники спектакля и зрители были арестованы.